# Bayerische Hypotheken- und Wechsel-Bank
La Bayerische Hypotheken- und Wechsel-Bank AG, est une ancienne banque allemande. Elle fusionne en 1998 avec la Bayerische Vereinsbank pour donner la Bayerischen Hypo- und Vereinsbank AG.

## Histoire

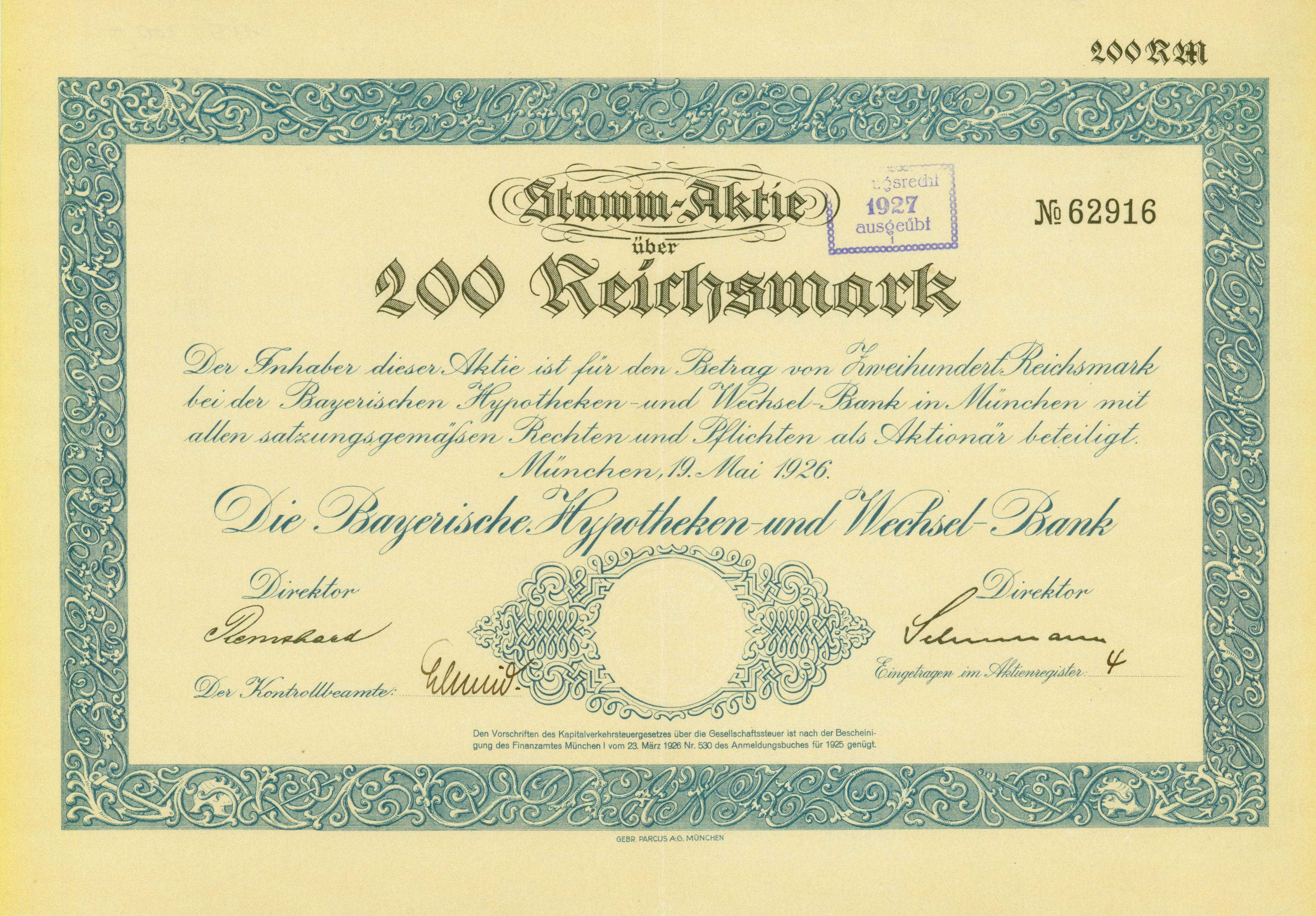
Action de la Bayerische Hypotheken- und Wechselbank en date du 19 mai 1926

Simon von Eichthal (de) (1787-1854), banquier de la Cour royale de Bavière, fut le fondateur et premier président de la Bayerische Hypotheken- und Wechsel-Bank.

## Sources
- (de) Cet article est partiellement ou en totalité issu de l’article de Wikipédia en allemand intitulé « Bayerische Hypotheken- und Wechsel-Bank » (voir la liste des auteurs).